# Талишев Євген Іванович
Євген Іванович Талишев (нар. 5 серпня 1952, місто Макіївка Донецької області) — український діяч, журналіст, головний редактор донецького тижневика «Остров», генеральний директор ТОВ «УкрДонбасПром». Народний депутат України 6-го скликання.

## Біографія
На 2002—2004 роки — виконавчий та генеральний директор товариства з обмеженою відповідальністю телерадіокомпанії «Народная волна» міста Донецька.
З 2004 року — головний редактор донецького тижневика «Остров».
До 2012 року — генеральний директор Товариства з обмеженою відповідальністю (ТОВ) «УкрДонбасПром».
Народний депутат України 6-го скликання з .03. до .12.2012, від блоку «Наша Україна-Народна самооборона» № 83 у списку. Член фракції блоку «Наша Україна-Народна самооборона» (з .03.2012).
Безпартійний Член Комітету Верховної Ради у закордонних справах.